# 고질라 3 - 괴수의 왕
고질라 3 - 괴수의 왕(Godzilla, King Of The Monsters!)은 미국에서 제작된 테리 O. 모스 감독의 1956년 액션, 공포, SF 영화이다. 레이몬드 버 등이 주연으로 출연하였고 에드워드 B. 베리슨 등이 제작에 참여하였다.

## 출연

### 주연
- 레이몬드 버
- 시무라 타카시

### 조연
- 타카라다 아키라
- 코치 모모코
- 히라타 아키히코
- 프랭크 이와나가
- 스즈키 토요아키
- 오가와 토라노스케
- 오이카와 타케오
- 코도 코쿠텐
- 무라카미 후유키
- 마이켈 콘래드
- 야마모토 렌
- 사카이 사치오
- 스가이 킨
- 샘미 통
- 제임스 홍
- 이마이즈미 렌
- 마노 츠루코
- 나카지마 하루오
- 오카베 타다시
- 사하라 켄지
- 타카스기 료사쿠
- 테즈카 카츠미

## 제작진
- 프로듀서: 타나카 토모유키
- 조감독: 아이라 웹
- 미술: 추코 사토시

## 같이 보기
- 고지라 (1954년 영화)
- 고질라 (1998년 영화)
- 고질라 (2014년 영화)
- 고질라: 킹 오브 몬스터